# Московское товарищество художников
Московское товарищество художников (МТХ) — русское общество художников Москвы, существовавшее в 1893—1924 годах.

## История

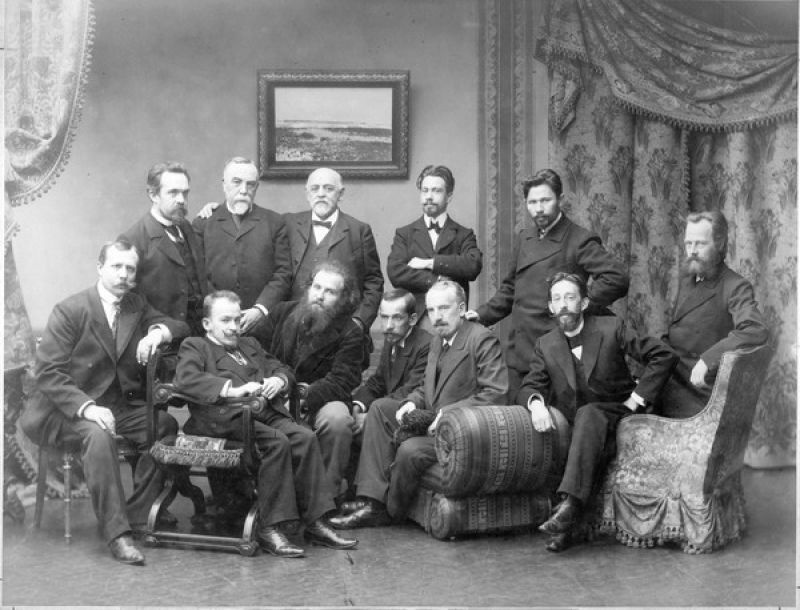
Московское товарищество художников у Саввы Мамонтова, 1900-1905 года.

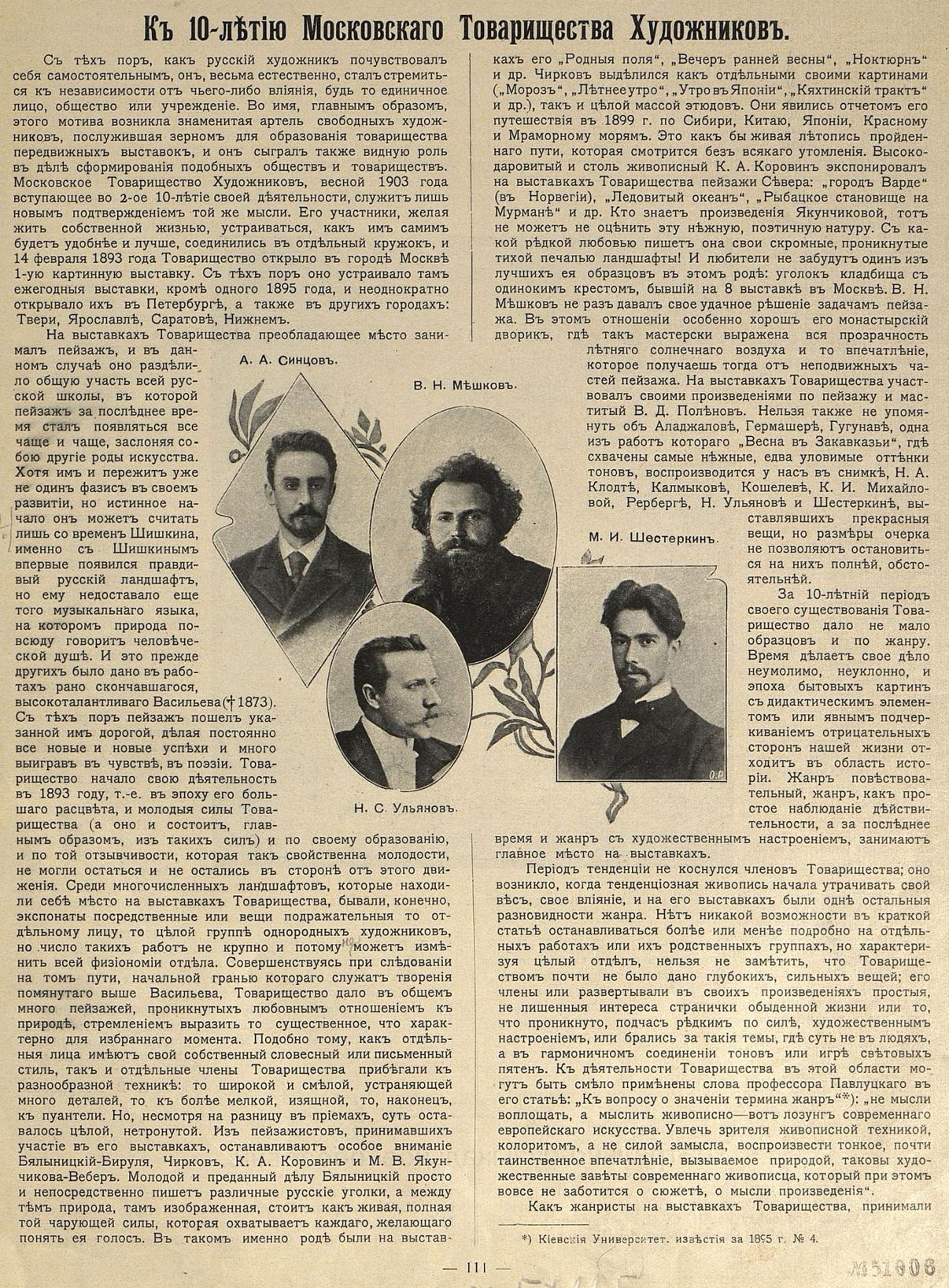
Статья к 10-летию Товарищества. 1903 год.

Было основано кружком выпускников МУЖВЗ, который до осени 1893 года проводил еженедельные собрания и имел выборное правление в составе: В. А. Симов (председатель), Д. И. Киплик (секретарь), В. И. Комаров, В. Н. Мешков и Ф. И. Рерберг.
В феврале 1893 года и марте-апреле 1894 года кружок провёл в Москве «Выставки московских художников», с которых в дальнейшем вёлся счёт выставкам товарищества.
Позже выставки устраивали в Санкт-Петербурге и других городах России. На этих выставках вначале преобладали пейзажи, особенно можно выделить пейзажистов  В.К. Бялыницкий-Бируля, К.А. Коровина, Чиркова.
В начале 1896 года кружок был преобразован в «Московское товарищество художников», которое получило официальный статус; 21 февраля того же года был утверждён Устав Московского товарищества художников, согласно которому общество ставило целью «способствовать успеху и развитию искусств в России, а также заботиться об интересах своих членов». Проводимые им выставки назывались — «Выставки картин Московского товарищества художников». Приём новых членов в МТХ проходил на основании личного заявления кандидата путем тайного голосования на общем собрании, а картины для своих выставок согласовывалось на собрании всех членов МТХ. На выставках Товарищества участвовал и широко тогда уже известный художник В.Д. Поленов. Весной 1896 прошло первое выступление Товарищества на академической выставке в Санкт-Петербурге, позже некоторые из показанных работ были показаны на Международной выставке в немецком Берлине и Всероссийской промышленной и сельскохозяйственной выставке в Нижнем Новгороде 1896 года. Среди произведений членов МТХ преобладал бытовой жанр и пейзаж. Лидерство на выставках 1896 — конца 1890-х принадлежало группе художников, позже составивших ядро Союза русских художников (М.Х. Аладжалов, А.Е. Архипов, В.Н. Бакшеев, С.А. Виноградов, Н.В. Досекин, С.Ю. Жуковский, Н.А. Клодт фон Юргенсбург, К.А. Коровин, В.В. Переплётчиков, С.В. Малютин).  C начала 1900-х годов на выставках стали преобладать символистские тенденции, в частности, в произведениях М.А. Врубеля, В.Э. Борисова-Мусатова, Н.П. Крымова, П.В. Кузнецова. В 1906 году на 13-й выставке МТХ участвовали М.Ф. Ларионов и Н.С. Гончарова, являвшиеся представителями авангардистского крыла московской художественной молодежи. Позже, в 1909 и 1911 годах в выставках МТХ участвовала группа членов столичного «Нового общества художников» (НОХ).
В 1917 году товарищество насчитывало 35 членов: С. В. Беклемишев, Л. М. Браиловский, В. А. Ватагин, В. В. Владимиров, А. С. Глаголева, А. С. Голубкина, Е. В. Гольдингер, И. Г. Гугунава, В. Н. Домогацкий, И. С. Ефимов, Б. М. Каменский, В. Д. Замирайло, Ф. И. Захаров, А. Г. Иванов, Я. Я. Калиниченко, Е. И. Каменцева, В. И. Комаров, А. И. Кравченко, П. М. Миронович, И. И. Нивинский, С. В. Ноаковский, М. М. Огранович, П. Я. Павлинов, В. Д. Поленов, Ф. И. Рерберг, Н. Я. Симонович-Ефимова, А. П. Токарев, Н. П. Ульянов, В. А. Фаворский, Я. Ф. Шапшал, В. Д. Шитиков, A. И. Штурман, О. В. Энгельс, А. Г. Якимченко, А. А. Ясинский.
После возникновения Союза русских художников, и позже «Бубнового валета», общества «Свободная эстетика» и других объединений интерес к выставкам МТХ снизился. Последние выставки МТХ состоялись в 1918, 1922 и 1924 году.
Объединение существовало по 1924 год и к этому времени провело 26 выставок в Москве, Петербурге и других городах: Орле, Саратове, Твери, Ярославле.